# Departamento Comayagua
Comayagua ist eines der 18 Departamentos in Honduras in Mittelamerika.
Die Hauptstadt des Departamentos ist die gleichnamige Stadt Comayagua, die bis 1880 auch die Hauptstadt von Honduras war. 
In Comayagua befindet sich der US-Militärstützpunkt Palmerola Air Base, der einer der größten in ganz Mittelamerika ist.

## Municipios
Comayagua ist in 21 Municipios unterteilt:
1. Ajuterique
2. Comayagua
3. El Rosario
4. Esquías
5. Humuya
6. La Libertad
7. Lamaní
8. Las Lajas
9. La Trinidad
10. Lejamaní
11. Meámbar
12. Minas de Oro
13. Ojo de Agua
14. San Jerónimo
15. San José de Comayagua
16. San José del Potrero
17. San Luis
18. San Sebastián
19. Siguatepeque
20. Taulabe
21. Villa de San Antonio